# Notaden weigeli
Notaden weigeli és una espècie de granota de la família dels limnodinàstids. Es tracta d'un endemisme d'Ausràlia i es troba a Austràlia Occidental (dins del Parc Nacional Riu Mitchell), on s'estima que visqui entre el nivell del mar i els 2.000 metres d'altitud.
Es troba en plataformes rocoses prop del Riu Mitchell, al nord d'Austràlia Occidental, i també s'ha vist a l'entrada d'un petit congost a la Muntanya Elizabeth Station. Presumiblement té un desenvolupament com a larva lliure a l'aigua.